# 尼路燕
尼路燕（7月10日—），女性，是由COMIC FANS的編輯人員從同人祭發掘。她於香港少女漫畫雜誌COMIC FANS的代表作是幻境童心。

## 商業作品
- 《幻境童心》2005年12月短篇故事。因為大受歡迎而於2006年5月改編成長篇連載。（故事：狄芬妮琳)

## 同人作品
- 《逮狐》

## 外部連結
- 天堂鳥（飛鳥花樣） （页面存档备份，存于） - 尼路燕的官方網頁